# Escherichia coli
Escherichia coli, förkortas ofta E. coli (kolibakterie), är en gramnegativ bakterieart som ingår i familjen Enterobacteriaceae. E. coli lever i de nedre delarna av tarmarna hos varmblodiga djur, inklusive fåglar och däggdjur. Det klarlades tidigt att den kan orsaka olika typer av infektioner i bland annat urinvägar, blodbanor, hjärnhinnor och tarmar. E. coli kan enkelt odlas på agarplattor och är den vanligaste bakteriella modellorganismen vilket gör den särskilt viktig inom molekylärbiologin.
E. coli är nödvändig för normal matsmältning och utgör en stor andel av tarmfloran (intestinala floran). Antalet E. coli-bakterier i en människas avföring varierar mellan 100 miljarder och 10 biljoner per gram avföring. Om E. coli påträffas i grundvatten är det troligt att detta förorenats med avföring från människa eller något annat varmblodigt djur.
I maj 2011 skedde ett utbrott av aggressiv E. coli O104:H4 i Tyskland. Senare har även personer i Frankrike och Sverige blivit smittade, med stor utredningsinsats som följd.

## Historia
E. coli isolerades för första gången 1885, av Theodor Escherich, barnläkare och bakteriolog.

## E. colisom patogen

### Morfologi och sjukdomsframkallande egenskaper
E. coli och en mängd andra relativt närbesläktade bakteriarter finns i människans normala tarmflora. Sådana bakterier benämns ofta koliforma bakterier och brukar beskrivas som fakultativt anaeroba rörliga gramnegativa stavar. Hittills har man identifierat 4 olika så kallade ytantigensystem hos E. coli. Dessa benämns O (lipopolysackarid, cirka 190  olika typer finns beskrivna)-, K (kapsel)-, H (flagell)- och F (fimbrie)-antigen. De olika antigenen ger bakterierna en del av deras karakteristiska egenskaper, exempelvis förmåga att orsaka feber (O), motstå kroppens immunförsvar (K), rörlighet (H) och förmåga att fästa på slemhinnor (F). En del av E. coli-bakterierna bildar så kallade enterotoxiner, det vill säga gifter som orsakar diarré. Vissa stammar kan orsaka blödande tarminfektioner och skada njurarna (så kallade EHEC-bakterier, Enterohemorragisk E. coli).
Livsmedel som äts utan att ha tillagats tillräckligt, eller rått, ökar risken för en infektion av E. coli, förutsatt att bakterierna förekommer i det djur från vilket livsmedlet har framställts. En livsmedelsprodukt som anses vara särskilt riskabel att konsumera är obehandlad mjölk. Det är dock ofarligt att dricka pastöriserad mjölk. En annan riskfylld produkt är vegetabiliska livsmedel. Detta då dessa kan vara förorenade med avföring från djur. Även i pälsen på djur finns mikroskopiska fekala partiklar som kan smitta via kontakt med handen, som vid ett senare tillfälle ofta kommer i kontakt med munnen. Den direkta överföringen av E. coli från en individ till en annan spelar en betydande roll. Det är nämligen tillräckligt med färre än hundra E. coli-bakterier för att en infektion ska uppstå. En person vars händer inte har tvättats tillräckligt efter ett besök på toaletten kan därför överföra bakterier till familjemedlemmar, eller andra personer, och därigenom orsaka en infektion av E. coli.

#### Infektioner orsakade avE. coli
- Infektioner utanför tarmen: Hjärnhinneinflammation som orsakas av E. coli är mycket ovanlig. Infektionen drabbar i första hand nyfödda. Bakterierna är oftast av K-typ 1. E. coli  (UPEC) bakterien är den vanligaste patogena bakterien vid Urinvägsinfektioner [5], vilka är vanligast hos kvinnor och drabbar årligen ungefär 10 % av den kvinnliga befolkningen. K- och F-antigenerna anses ha störst betydelse för bakteriernas förmåga att orsaka urinvägsinfektioner. Vissa bakteriestammar kan ge upphov till infektioner i njurarna (pyelonefrit), ett sjukdomstillstånd som yttrar sig i feber och ryggsmärtor. Infektioner i blodbanorna kan ibland orsakas av E. coli.

- Infektioner i tarmarna: E. coli är den vanligaste orsaken till bakteriell diarré. Man har identifierat 4 olika typer av bakterien som orsak. Dessa benämns ETEC (en typ som är vanlig framförallt i utvecklingsländer och som kan orsaka turistdiarré), EPEC (orsakar diarré framförallt hos småbarn i utvecklingsländer), EIEC (ger upphov till kraftig diarré, förekommer sällan i Sverige), EHEC (har samma slags gift, verotoxin, som Shigella. Infektionerna kan vara allvarliga med bland annat njurpåverkan. De är sällsynta i Sverige).

- Magsjuka orsakas ofta av Escherichia coli O157:H7 som finns naturligt på många ställen, som i kons mage. Den dör om den upphettas, men eftersom den sprids så lätt kan den enkelt fästa på t.ex. en sallad som varit i kontakt med kokött. Sjukdomen i sig orsakas av verocytotoxin som bakterien bildar. En normal infektion varar 5-10 dagar och kan vara smärtsam, eller, i sällsynta fall, dödlig. Infektionen kan enkelt undvikas med god hygien och tillräckligt upphettad mat.

### Diagnostik och behandling
Enklast diagnostiseras E. coli-infektioner genom att göra en bakteriologisk odling från den infekterade lokalen, till exempel urin eller blod.  E. coli  är den vanligaste orsaken till urinvägsinfektion och antibiotika kan förskrivas direkt men läkaren bör ändå sända prov för odling.
Infektioner som orsakas av E. coli är behandlingsbara med ett flertal olika antibiotikatyper som pivmecillinam, ampicillin, cefalosporiner, trimetoprim, kinoloner. Mot ampicillin, som är ett slags penicillin, föreligger dock relativt ofta resistens, varför just detta antibiotikum används relativt sällan numera.

## E. colisom modellorganism
E. coli är en mycket vanlig modellorganism som växer bra i enkelt sammansatta medier och kan enkelt odlas på agarplattor eller i flytande medier. I näringsbuljong fermenterar de oftast laktos under gasbildning inom 48 timmar vid 35 °C.

## Genetik
E. coli har ett 4,6 Mb stort genom som totalt innehåller ca 4400 gener.